# Société des poètes et artistes de France
La Société des poètes et artistes de France (ou SPAF) est une association littéraire et culturelle réputée de la loi de 1901, fondée par l'auteur Henry Meillant en 1960. Ses origines remontent cependant à 1958 lorsqu'elle fut initialement créée sous le nom de Société poétique de France.

## Historique
Elle a compté parmi ses premiers comités d'honneur des personnalités des Lettres et des Arts comme Maurice Genevoix, Paul Guth et Léopold Sédar Senghor (qui reçut d'ailleurs en 1963 le Grand Prix international de poésie de la SPAF). Elle a la particularité d'avoir pour chaque région de France (et même jusqu'en Belgique et Suisse francophones) ses propres délégations et ses concours de poésie ; des délégations régionales qui peuvent aussi à leurs tours, désigner leurs représentations à l'échelle départementale. Le but de la SPAF est de promouvoir l'écrit par le biais de manifestations régulières invitant chacun, quel que soit son âge, à s'exprimer dans le domaine poétique. 
En outre, et comme son nom l'indique, cette association met également à l'honneur des artistes dans des domaines aussi variés que la peinture, la sculpture ou la musique, par le biais de manifestations annuelles.
La SPAF (qui célébrait en 2010 son demi-siècle d'existence en tant que telle) dispose en outre de plusieurs publications à l'échelle nationale (Art et Poésie créée par Henry Meillant) comme régionale (par exemple les revues "Trille" pour les Pays de la Loire - et notamment la Vendée - et "Vent d'Autan poétique" pour le Midi-Pyrénées ; cette dernière ayant fêté ses 25 ans et son numéro 100), dans lesquelles sont publiés après sélection de nombreux auteurs. 
En 2010, se tenait à Toulouse le 50e Congrès international de l'association (52e si l'on considère sa création initiale, en tant que SPF, en 1958) ; à cette occasion l'auteur interprète Salvatore Adamo reçut le Grand Prix International de Poésie Francophone pour l'ensemble de son œuvre. 

En 2022, et après quelques années de pause dues au contexte sanitaire, la SPAF organisait son 63e Congrès à Sorèze, dans le département du Tarn en Occitanie, durant lequel l'auteur-compositeur-interprète Hugues Aufray était à son tour honoré du Grand Prix international, saluant l'ensemble de sa carrière. 
La SPAF, dont le président actuel est l'auteur Pascal Lecordier qui a succédé au poète lorrain Jean-Jacques Chiron (qui a œuvré à la tête de l'association durant une dizaine d'années avant son décès au printemps 2024), permet de rendre accessible au public l'art - notamment poétique - sous toutes ses formes en privilégiant la qualité des œuvres présentées et publiées.

## Grand prix international de poésie francophone
Ce prix est attribué pour l'ensemble de l'œuvre sans candidature préalable à un poète d'expression française, qui par son œuvre et ses engagements participe activement à la promotion de l'expression poétique.
Ce prix peut ne pas être systématiquement attribué chaque année. 
- 1963 : Léopold Sédar Senghor
- 2010 : Salvatore Adamo
- 2014 : Pierre Gonthier
- 2015 : prix non attribué
- 2016 : Marie-Josée Christien
- 2017 : Pierre Perret
- 2018 : Gérard Laglenne
- 2019 : Georges Chelon
- 2020 : Vital Heurtebise
- 2021 : non attribué
- 2022 : Hugues Auffray
- 2023 : Nadine Najman
- 2024 : Jean Loup Seban